# سیارک ۴۲۱۶
سیارک ۴۲۱۶ (به انگلیسی: 4216 Neunkirchen، نامگذاری:1988AF5) چهار هزار و دویست و شانزدهمین سیارک کشف شده‌است که در ۱۴ ژانویه ۱۹۸۸ کشف شد.
قدر مطلق سیارک برابر ۱۴٫۳۰ است.